# Virgilio Castilla
Virgilio Castilla Carmona (Granada, 14 de julio de 1888 - Granada, 2 de agosto de 1936) fue un comerciante y político español, víctima de la represión del bando franquista durante la Guerra Civil.

## Carrera política
Miembro del Partido Socialista Obrero Español (PSOE), en su militancia política fue delegado de la agrupación socialista granadina en el Congreso del PSOE de 1931 y vicepresidente de la federación provincial. Miembro de la masonería integrado en la logia "La Alhama nº 35" de Granada. Fue elegido concejal del ayuntamiento de Granada en las elecciones municipales de 1931 que dieron lugar a la proclamación de la República. Elegido después presidente de la Diputación Provincial de Granada, ocupó el cargo hasta 1934, año en el que fue cesado por el gobernador civil como consecuencia de los sucesos revolucionarios de octubre. Con el triunfo del Frente Popular en las elecciones de 1936, fue repuesto en su cargo. 
Al producirse la sublevación militar de Granada, fue detenido el día 20 de julio, internado primero en la comisaría de policía que había cerca del Gobierno civil, y en la prisión provincial después. Fue juzgado en consejo de guerra sumarísimo el 1 de agosto, junto a un numerosos grupo de personalidades granadinas como el ingeniero, Juan José Santa Cruz, y condenado a dos penas de muerte por rebelión militar, provocación, inducción e instigación a la rebelión, y por insultos a la fuerza armada, considerando la sentencia que preparaba "un amplio movimiento subversivo para implantar en la ciudad las doctrinas ruso-marxistas más avanzadas y por medio del terror". Fue fusilado en el cementerio al día siguiente. 
También fue multado por el Tribunal de Responsabilidades Políticas establecido después por la dictadura franquista y condenado a pagar 250.000 pesetas que fueron incautadas del patrimonio familiar. La familia consiguió la reparación de su memoria por resolución del ministerio de Justicia en 2007 y plantearon en 2010 una reclamación económica al Estado para recuperar lo incautado, valorado en 262.832 euros según informe pericial. Sin embargo, el gobierno negó el derecho de la familia a la indemnización por daños y perjuicios en resolución firme del 15 de julio de 2011.